# Attempto Racing
Attempto Racing – niemiecki zespół wyścigowy, założony w 2006 roku przez Arkina Aka. W historii startów ekipa pojawiała się w stawce Porsche Supercup, ADAC GT Masters oraz Pucharach Porsche Carrera. Siedziba zespołu znajduje się w niemieckiej miejscowości Musterort.
W Porsche Supercup zespół startuje od 2011 roku. Już w drugim sezonie startów zespół okazał się najlepszy spośród wszystkich ekip w stawce. W tym samym roku Kévin Estre zdobył tytuł wicemistrzowski, a Nicki Thiim był trzeci w klasyfikacji generalnej. Rok później Nicki Thiim wywalczył z zespołem tytuł mistrzowski.